# تاريخ الملابس في شبه القارة الهندية
يمكن إرجاع تاريخ الملابس في شبه القارة الهندية إلى حضارة وادي السند أو إلى ما قبل ذلك. ارتدى الهنود الملابس المصنوعة من القطن المزروع محليًا، كانت الهند من أوائل المناطق التي زُرع فيها القطن واستخدم في وقت مبكر منذ 2500 سنة قبل الميلاد خلال عصر الهارابان. يمكن العثور على بقايا الملابس الهندية القديمة في التماثيل المكتشفة في المواقع القريبة من حضارة وادي السند والتماثيل المنحوتة في الصخور ورسوم الكهوف وأشكال الفنون البشرية القديمة الموجودة في المعابد والآثار. تعرض الكتب المقدسة شخصيات ترتدي ملابس يمكن لفها حول الجسم، مثل الساري والتوربان –العمامة- والدوتي، إن الملابس الهندية التقليدية عادةً تحيط بالجسم بطرق مختلفة.

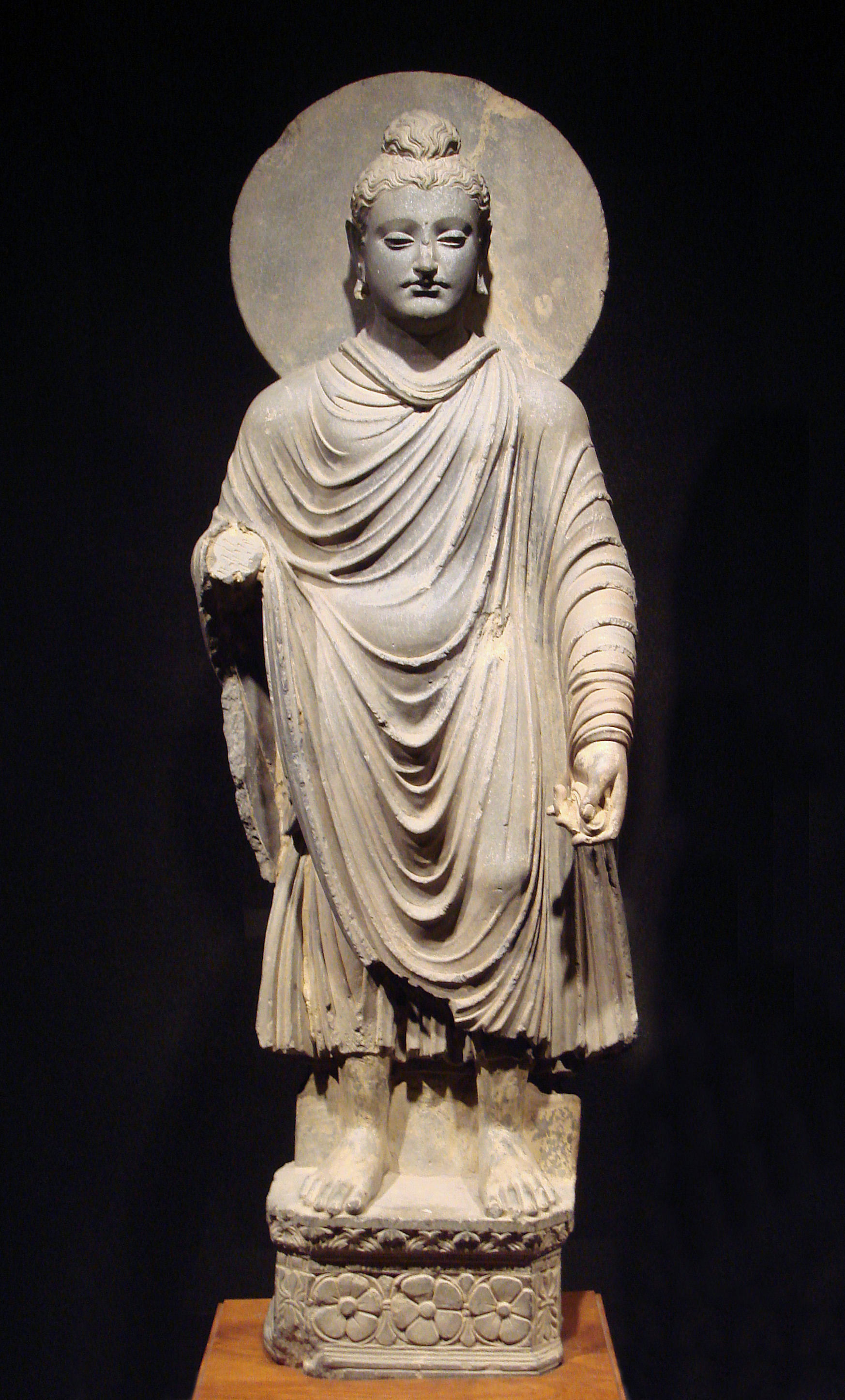
يرتدي بوذا رداء الكايات، 200 سة قبل الميلاد.

## فترة حضارة وادي السند
لا تتوفر أدلة على نماذج الأقمشة التي كانت موجودة في حضارة وادي السند من المنسوجات المحفوظة، لكن يمكن العثور عليها من الطبعات الموجودة على الطين ومن المعادن المتغيرة المحفوظة. الدليل الوحيد الذي عُثر عليه للملابس هو من الأيقونات وبعض تماثيل الهاربان المكتشفة التي عادةً ما تكون عارية. تظهر هذه الصور القليلة أن الرجال عادةً يرتدون ملابس طويلة ملفوفة فوق الخصر ومعقودة من الوراء، تمامًا مثل الدوتي المثبت بإحكام. كانت العمامة موجودة أيضًا في بعض المجتمعات إذ ظهرت في بعض التماثيل. تظهر الأدلة أيضًا وجود تقليد لارتداء رداء طويل فوق الكتف الأيسر في مجتمع الطبقة الراقية لإظهار ثرائهم.
كانت الملابس العادية للنساء في ذلك الوقت تنورة خفيفة تصل إلى الركبة تاركةً الخصر عاريًا، وأغطية رأس مصنوعة من القطن، وارتدين أيضًا تنورة طويلة وسترة ضيقة مخاطة على الجزء العلوي من الجسم والسراويل. تشير الاستنتاجات من تمثال الإلهة الأم الموجود في المتحف الوطني في نيودلهي أن المرأة ترتدي سترة قصيرة مع تنورة قصيرة وسروال. وتوجد أدلة لارتداء الرجال سراويل وسترات مع حزام خصر علوي. تُظهر تماثيل الإلهة الأم أن النساء ارتدين أيضًا أقراطًا ثقيلة كانت شائعة جدًا في الفترة التاريخية للهند وظهرت أيضًا مرتديةً قلائد متدلية منها ميداليات تحتوي على ثقوب للأحجار الكريمة. تدل تماثيل النساء والفنون الطينية والتماثيل التي كانت على شكل امرأة ترقص أن النساء كان لهن شعر طويل قد يكون مضفرًا وملفوفًا بالقماش.
كانت الألياف المستخدمة لصناعة الملابس هي القطن والكتان والحرير والصوف والجلد إلخ، تتوفر قطعة واحدة من الملابس مصبوغة بالفوة الحمراء دليلًا على أن الناس في حضارة الهاربان كانوا يصبغون ملابسهم القطنية بمجموعة متنوعة من الألوان.
الشيء الشائع المشترك بين النساء والرجال حبهم للحلي، وتشمل القلائد والأساور والأقراط والخلاخيل والخواتم والمعاصم والقلائد التي تغطي الصدر والعنق إلخ، وكانت تصنع عادةً من الذهب والفضة والنحاس والأحجار مثل اللازورد والفيروز.
تظهر تماثيل الرجال أنهم كانوا مهتمين بتصفيف شعرهم بأشكال مختلفة كالشعر المجعد الذي يكون على شكل كعكة والشعر الملفوف في حلقة أعلى الرأس وعادةً ما تكون اللحية مقصوصة. عادة ما يُصور رجال حضارة وادي السند بأنهم يرتدون عصابة رأس خاصة تحتوي داخلها كعكة الشعر في الخلف، ويظهر الناس يرتدون أغطية رأس ذات تصميم خاص مثل العمامة والقبعات المخروطية وقبعات باكول.
تظهر الملابس تعدد الأعراق ما يدل على مجيئهم من خلفيات مختلفة. مثلًا، صور أشخاص يرتدون قبعة باكول على طراز الباشتون مع قلادة مربوطة حول العنق مزخرفة إضافةً إلى الأساور والقلائد على الطراز البنجابي والراجستاني والعديد من الأساليب الأخرى التي تظهر في المناطق المجاورة لشبه القارة الهندية.

ناقش بعض العلماء مثل جوناثان مارك كينوير، أن غطاء الرأس في المقبرة الملكية في أور مستورد من حضارة وادي السند إذ وجد نفس أغطية الرأس مصورة على الكثير من تماثيل الإلهة الأم، واكتُشفت بالفعل في مواقع مثل كونال، وظهر على أغطية الرأس في أور تصوير زهري يحتوي على أوراق ذهبية تنتمي إلى أنواع محلية من نباتات موجودة في شبه القارة الهندية مثل الساسم أو البيبال، ولم تظهر مثل هذه الزخرفة في فن بلاد ما بين النهرين.

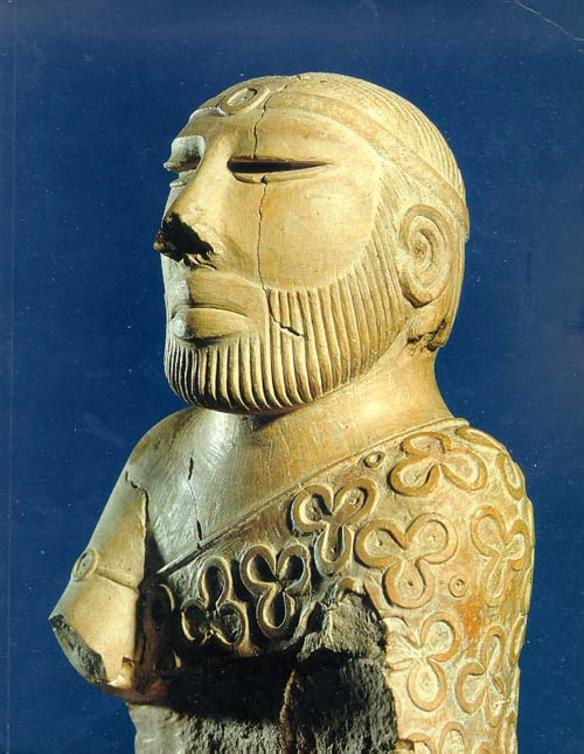
تمثال "الكاهن الملك" يرتدي رداءًا مطبوعًا، من حضارة وادي السند.
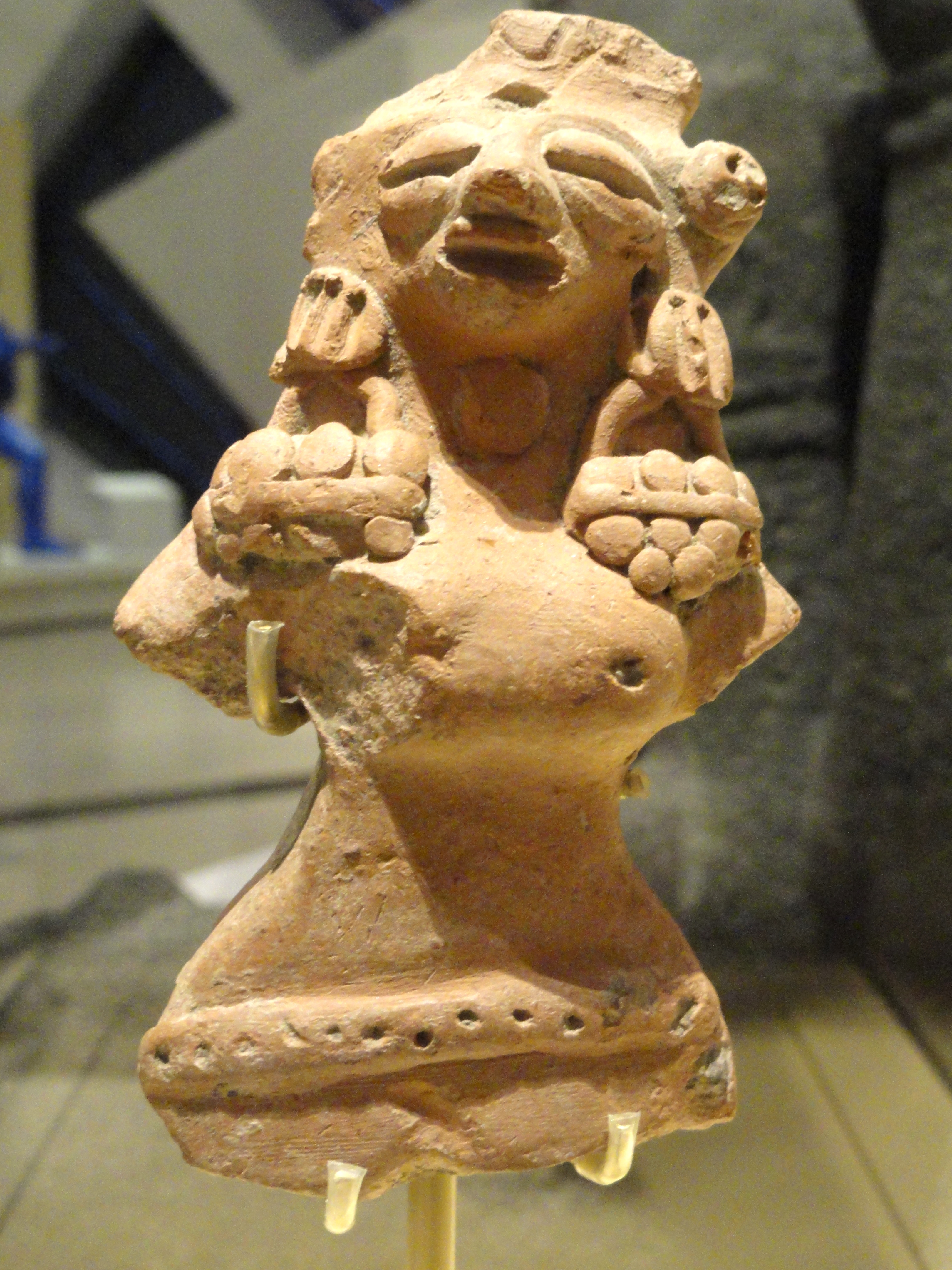
الإلهة الأم من حضارة وادي السند ترتدي أقراط ثقيلة.
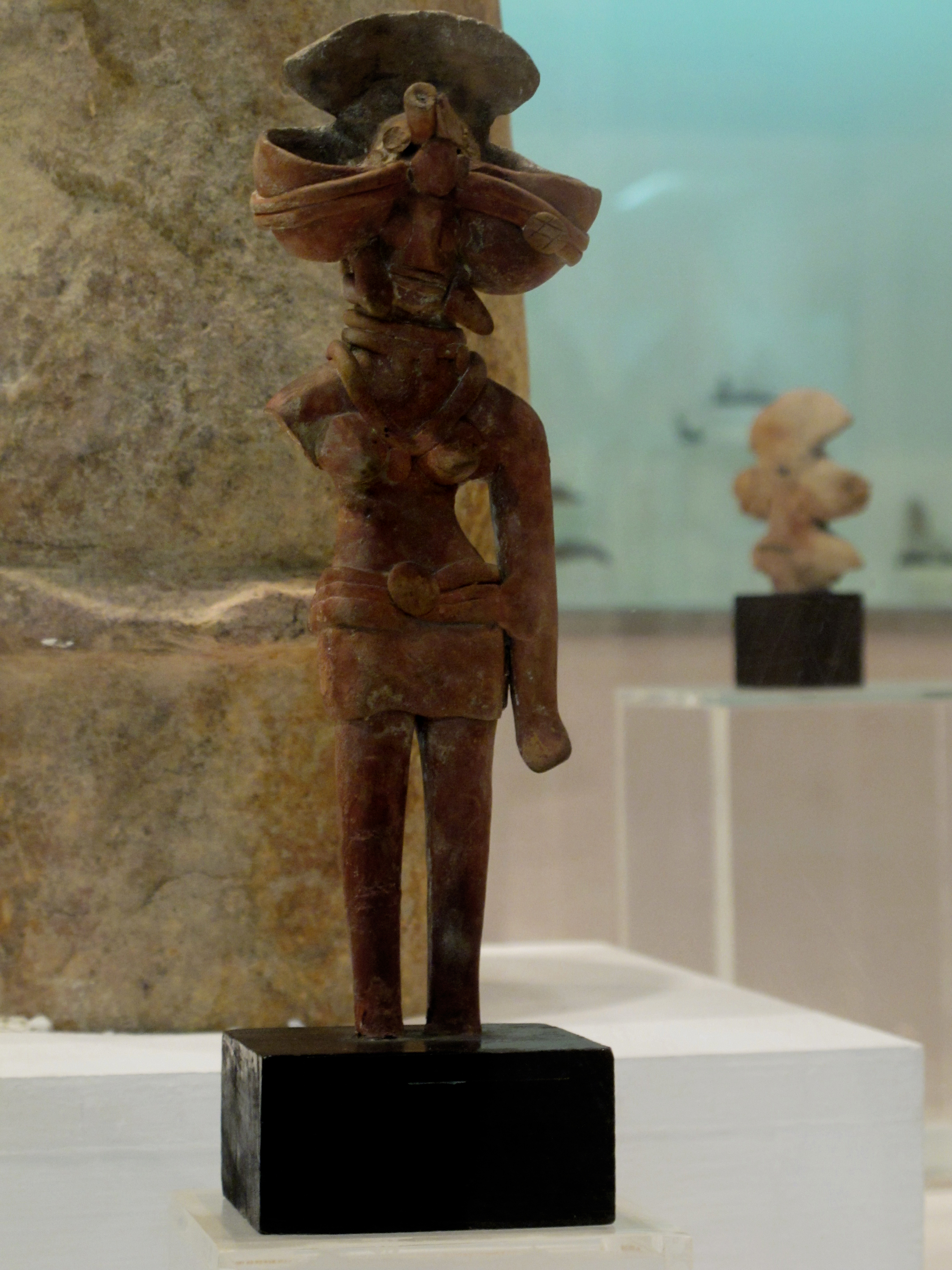
تمثال الإلهة الأم يرتدي سترة قصيرة ضيقة مع تنورة مثبتة بحزام على الخصر باستخدام ميدالية مثل المشبك وسروال ضيق وقلائد وزخارف للأذن.
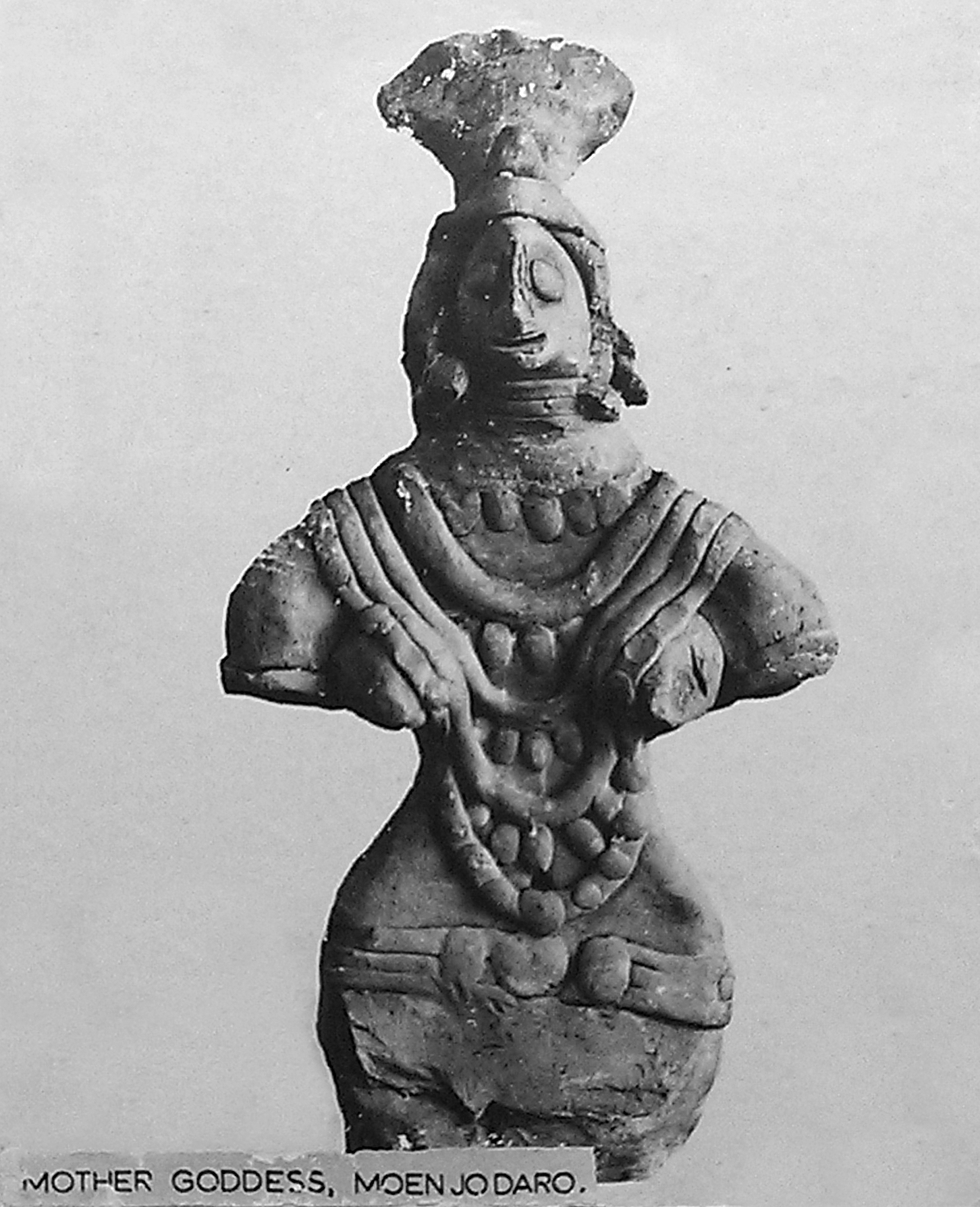
تمثال الإلهة الأم يرتدي قلادة مزخرفة.
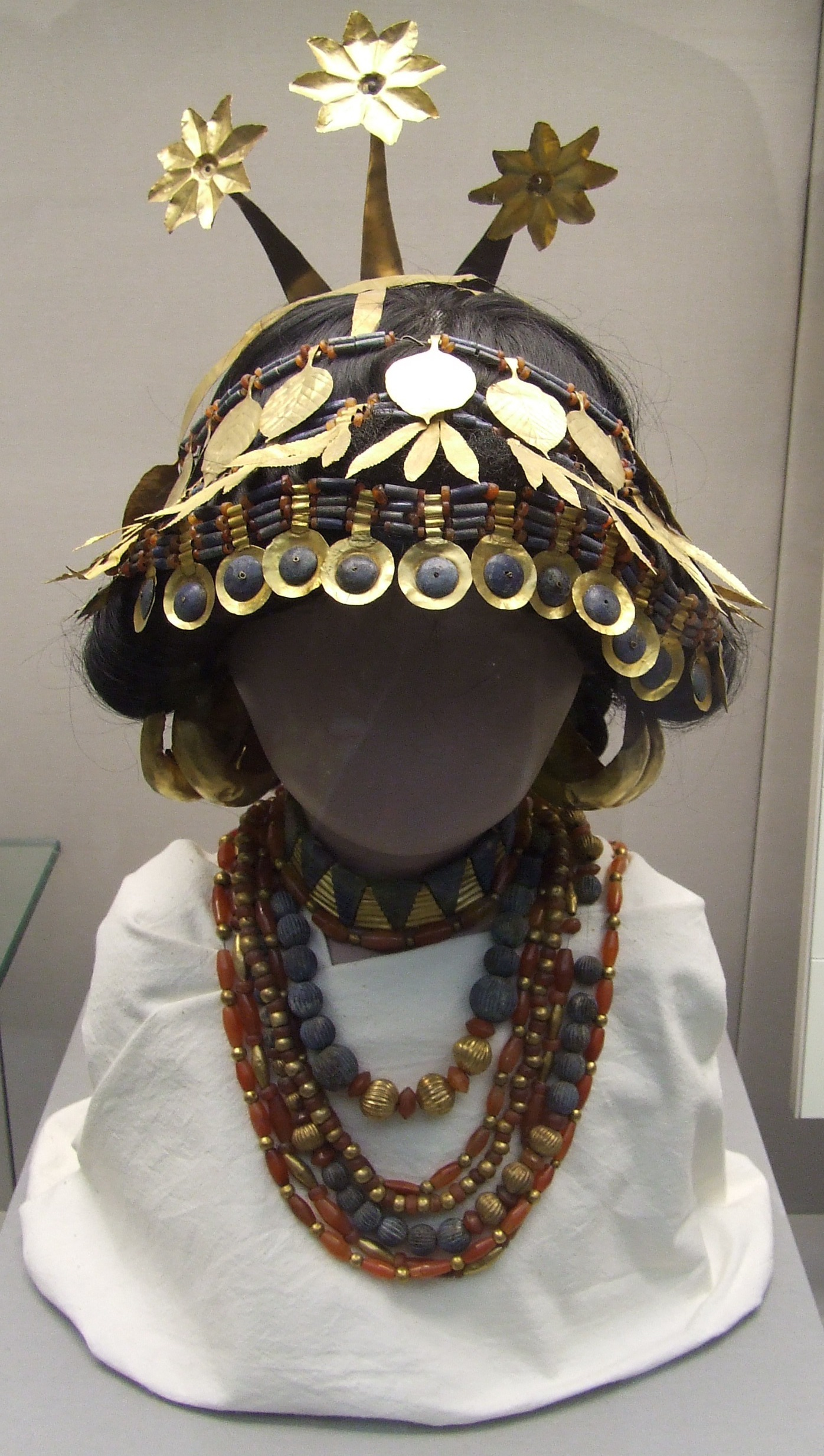
غطاء الرأس الموجود في المقبرة الملكية في أور، يقول بعض العلماء انها استيراد مباشر من حضارة وادي السند. أكتشف غطاء رأس مشابه لها في موقع كونال.
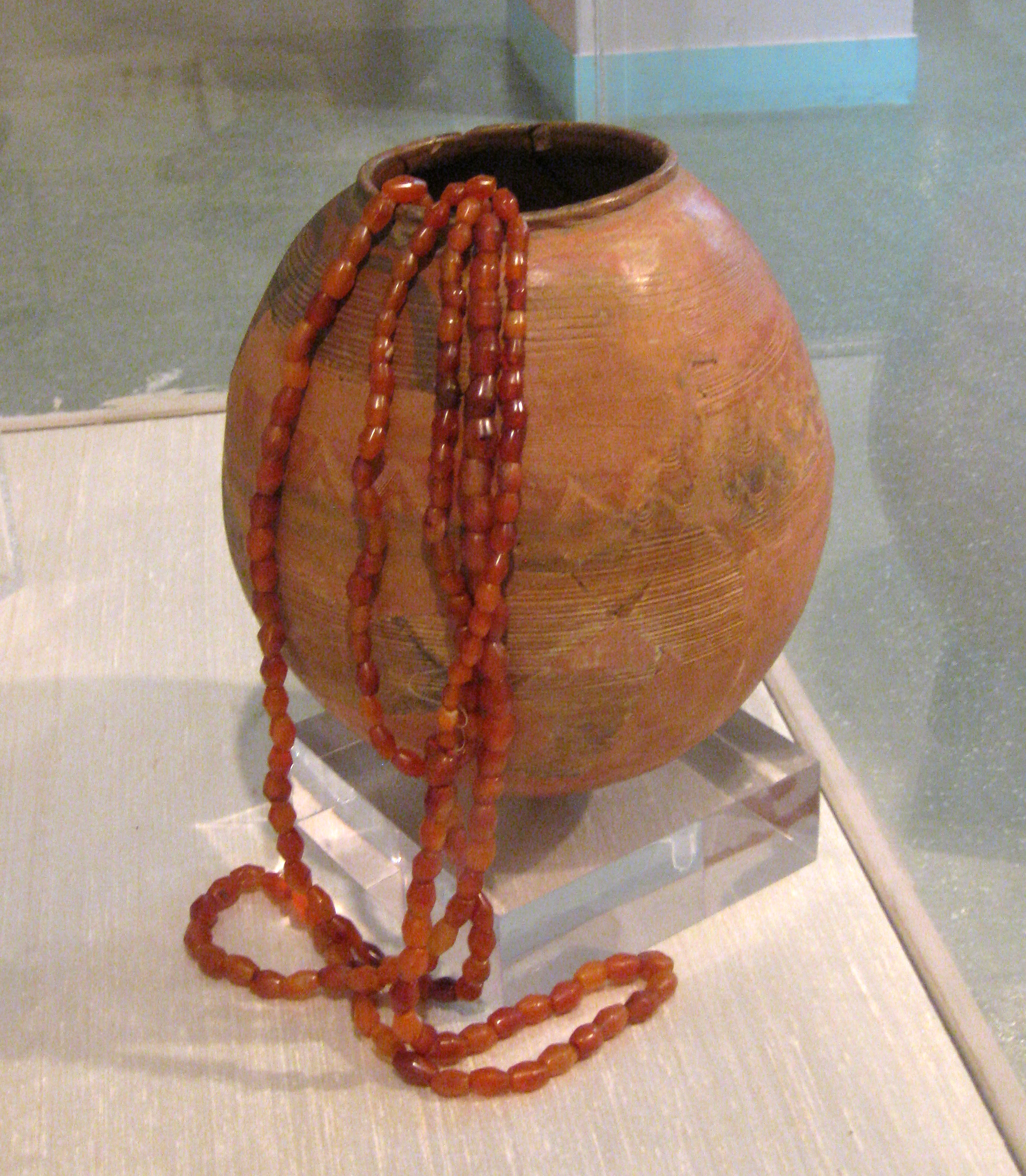
قلادة من العقيق الاحمر تعود لحضارة وادي السند.
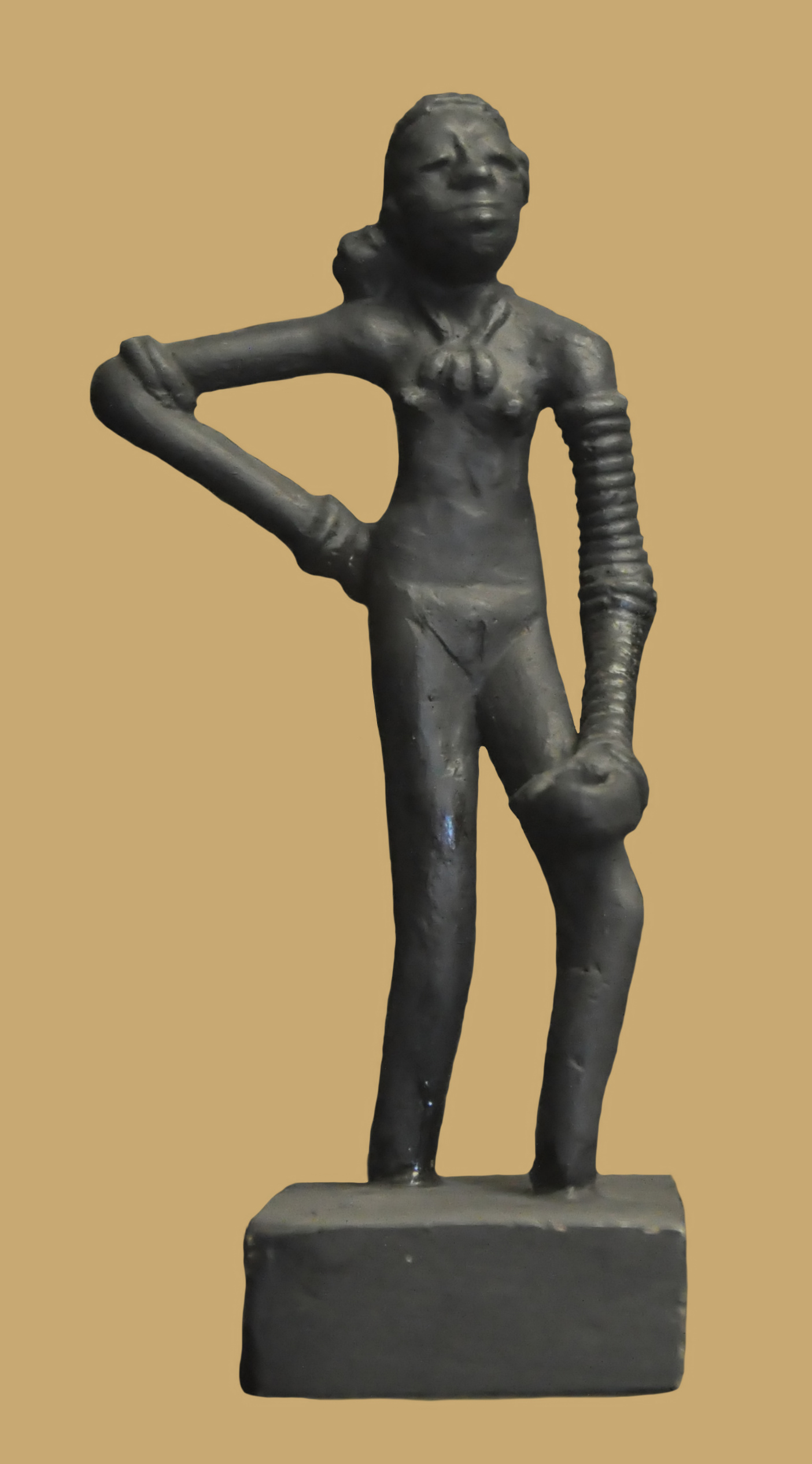
تمثال فتاة راقصة من موهينجو دارو، تظهر يدها وهي ممتلئة بالأساور.
القطعة الأثرية سيدة العرش المسنن، يظهر فيها الرجال الحاضرون يرتدون السترة القصيرة.القطعة الأثرية سيدة العرش المسنن، يظهر فيها الرجال الحاضرون يرتدون السترة القصيرة.